# 민주평화당 (2020년)
민주평화당(民主平和黨)은 대한민국의 민주당계 정당이다. 2020년 2월 24일 바른미래당, 대안신당, 민주평화당이 통합하여 민생당(民生黨)이라는 이름으로 창당되었으며, 창당 당시에는 호남을 기반으로 한 중도개혁주의 지역주의 정당이었다. 그러나 같은 해 대한민국 제21대 국회의원 선거에서 원외정당으로 전락한 이후 정치적 기반을 대부분 상실하였다. 이후 당명은 기후민생당(氣候民生黨)을 거쳐, 2025년 4월 통합 당시 참여했던 정당 중 하나였던 민주평화당으로 변경되었다.

## 역사
2020년 2월 24일 바른미래당, 대안신당 및 민주평화당이 통합하며 창당되었다. 세 정당은 원래 2020년 2월 17일에 민주통합당이라는 이름으로 창당하는 형식으로 합당할 예정이었으나 손학규 바른미래당 대표의 반대로 인하여 무산되었다. 여기에 중앙선거관리위원회는 2016년 5월에 창당한 원외정당인 통합민주당과 당명이 유사하다는 점을 근거로 새 정당의 당명으로 사용할 수 없다는 유권해석을 내렸다.
세 정당은 2020년 2월 20일에 합당과 동시에 지도부에서 사퇴하기로 결의했다. 민생당은 창당 당시에 국회 원내교섭단체를 구성할 수 있는 20석을 차지했으나 2020년 4월 15일에 실시된 대한민국 제21대 국회의원 선거에서 한 석도 얻지 못하면서 원외정당이 되었다. 총선 참패 후 긴축 운영하고자 여러 시도당을 개편대회를 열지 않고 소멸시켰는데 이 때문에 더 큰 문제가 발생하게 된다.
민생당은 당초 예정한 5월 전당대회 대신 비상대책위원회 체제로 전환했고, 비대위원장 추대에 여러 차례 어려움을 겪다가 5월 9일 지도부 전원 사퇴와 함께 이수봉 전 혁신과미래연구원장을 비대위원장으로 지명했다. 이 과정에서 창당을 주도한 주요 정치인들이 모두 일선에서 물러났고, 당은 조직 구조조정을 통해 인원의 80% 이상을 축소했으며, 이수봉 비대위원장은 인터뷰를 통해 기존의 중도개혁·호남 기반 노선에 구애받지 않겠다고 밝히는 등 정치적 재정비 의사를 밝혔다. 이러한 변화로 인해 20대 총선 전후의 민생당은 지도부만 과거의 실무진 일부를 유지했을 뿐, 정당의 이념, 인적 구성, 조직 체계 측면에서 사실상 다른 정당으로 재편되었다는 평가가 있다
2021년 재보선에서 유의미한 표를 얻지 못하고 패배했다. 이수봉은 비대위원장 사퇴를 했다가 번복했고, 결국 사퇴 의사가 유효해 이관승, 김정기 가 비상대책위원장 공동대행으로서 전당대회를 개최했다.
2021년 8월 말 제1차 전당대회는 민주평화당 최고위원을 지낸 서진희를 당 대표로 선출하였고, 이승한이 2위, 이진이 3위, 진예찬이 4위로 최고위원에 당선되었으며 지난 총선에서 비례대표 2번으로 출마했던 이내훈 작가는 5위로 낙선하였다. 그러나 민생당 통합 과정에서 시도당 통합 대회를 열지 않는 방식으로 시도당을 소멸시킨 것으로 인해 21대 총선 후 시도당 소멸과 함께 대전시당 소속 서진희 등의 당적이 소멸되었다는 이의 제기로 혼란에 빠지게 되면서 서진희가 당적을 회복한 뒤 당대표로 인정하자는 측과, 차점자인 이승한 승계론, 전당대회 무효론이 엇갈렸다.
2021년 11월 중순까지 중앙선거관리위원회 상으로는 이전의 비상대책위원장 직무대행이 그대로 대표자로 나와 있었으며, 11월 19일 중앙선거관리위원회에서 서진희로의 당대표 변경이 인정되었다. 그러나 차첨자 등의 당선자 직무집행정지가처분신청이 서울남부지법에서 인용되었고 선거무효 본안소송 1심과 2심에서 선거무효로 판결하기도 했다. 
이후 많은 민생당 당원들은 이재명 민주당 대선 후보의 탈당자 사면 발표, 윤석열 국민의힘 대선 후보 캠프 합류 등으로 인해 더불어민주당(박지원, 정동영, 천정배, 유성엽, 주승용 등)과 국민의힘(박주선, 김한길, 조배숙, 김동철, 윤영일 등)으로 나뉘어 탈당했다. 법적 분쟁으로 2022년 3월 대선과 재보선에서 후보를 내지 못하고, 제8회 전국동시지방선거에서 호남에 후보를 못내고 당선가능성이 없는 수도권 광역의원 2명만 공천했으나 1명은 등록무효가 되고 다른 1명도 낙선해 더 이상 지방정부에 참여하지도 못하게 되었다. 선거 후 중앙선거관리위원회는 전당대회를 무효로 보아 전당대회 이전의 비상대책위원장 공동직무대행을 대표자로 변경했다. 
2023년 김정기, 이관승 비대위원장 직무대행이 전주화산체육관에서 2.22 임시전당대회 열고 김정기, 이관승, 최상임을 공동대표로 선임하였으나, 이내훈 전 최고위원이 제기한 소송에서 법원이 2023. 9. 1. 임시전당대회 무효 결정하였다.
이후 이관승은 탈당하여 김정기가 단독으로 비대위원장 대행을 맡았다.
- 서울남부지방법원 2021가합117105
- 서울고등법원 2023나2005746
- 대법원 2023다294791
- 서울고등법원 2024나2015771 (파기환송심)

하급법원은 서진희가 선출된 전당대회가 시도당 소멸에 따라 비당원이 참여한 선거로 보고 선거무효임을 판단하였으나 2024년 2월 29일 대법원은 소멸한 시도당의 당원도 당원이라는 취지로 파기환송했다.
2024년 2월 8일에는 김정기 민생당 비상대책위원장 직무대행이 민생당이 환경 보호, 지속가능한 발전을 중시하는 정책을 제시하는 정당이 될 것이라고 밝혔다. 이에 따라 2024년 3월 13일에 열린 비상대책위원회가 당명을 기후민생당으로 바꾸는 내용을 담은 당헌 개정안을 가결했다. 2024년 3월 19일에는 중앙선거관리위원회가 민생당이 당명을 기후민생당으로 바꿨음을 공고했다. 이후 당내 인사인 이내훈은 유튜브 방송에서 해당 명칭 변경이 기후 의제에 대한 정책적 관심에서 비롯된 것이 아니라, 선거관리위원회 명단에서 정당명을 가나다순으로 앞세우기 위한 전략적 고려였다고 주장하기도 하였다.
3월 19일 민생당 서진희 대표를 지지하는 당원들은 당사에서 최고위원회와 당무위원회를 열어 전당대회 결과에 따라 서진희 대표의 복귀와 새로운미래로 탈당한 진예찬을 제외한 이승한, 이진도 최고위원으로 복귀했고 이내훈을 지명직 최고위원으로 하여 새로운 지도부가 출범되었다. 한편 민생당 비상대책위원회는 대법원 판결에 따라 종료되었다는 입장이다.
중앙선거관리위원회는 이 요청을 승인하여 2024년 3월 22일 서진희를 대표자로 공고하여 바른미래당, 대안신당, 민주평화당 3당 합당한 민생당은 전 당원에 의해 선출된 첫 당대표인 서진희가 당의 미래를 짊어지게 되었다.
4월 17일, 중앙선거관리위원회에 중앙당 변경등록을 공고해, 당명을 기후민생당에서 합당 전 정당 중 하나였던 민주평화당으로 변경했다. 당대표 서진희 역시 합당 전 민주평화당 출신이기도 하다.

## 역대 지도부

### 초대 지도부
임기: 2020년 2월 24일~2020년 5월 28일
- 공동대표: 김정화(2020년 2월 24일~5월 28일), 유성엽(2020년 2월 24일~4월 20일), 박주현(2020년 2월 24일~3월 23일)
- 최고위원: 이인희, 이관승, 황인철, 이내훈
- 원내대표: 장정숙
- 사무총장: 황한웅
- 총무부총장: 양윤녕
- 조직부총장: 김영동
- 홍보부총장: 김시래
- 디지털부총장: 류관선
- 대변인단
  - 수석대변인: 최도자
  - 대변인: 강신업, 김정현, 손동호, 문정선
  - 부대변인: 송현혜, 김형구, 김상원

### 비상대책위원회
임기: 2020년 5월 29일~2021년 11월 18일
- 비상대책위원장: 이수봉[21] (2020년 5월 29일~2021년 6월 18일)→이관승, 김정기 공동직무대행 (2021년 6월 18일~2021년 8월 28일)
  - 비상대책위원: 김정기, 오창훈, 이연기, 배준현, 남정숙, 정주영, 임동순, 황한웅
- 사무총장: 박동명→김창현
- 수행대변인: 박정희
- 대변인: 양건모, 이내훈(사퇴)

### 2대 지도부 (직무집행정지 이전)
임기: 2021년 11월 19일~2022년 6월 3일
- 대표: 서진희
- 최고위원: 이승한, 이진, 진예찬, 박소영(지명직 최고위원)
- 사무총장: 김창현→김창환

### 3대 지도부 (법적 무효, 비대위 체재 병행)
임기: 2023년 2월 28일~2024년 3월
- 공동대표: 김정기, 이관승, 최상임 (2023년 2월 28일 ~ 2023년 9월 21일)
- 비상대책위원장:
  - 김정기·이관승 (공동직무대행, 2023년 2월 28일 ~ 2023년 9월 21일)
  - 김정기 (직무대행, 2023년 9월 21일 ~ 2024년 3월 14일)
  - 김정기 (정식 비상대책위원장, 2024년 3월 14일 ~ 3월 22일)
- 최고위원: 임동순, 이진, 김영숙(여성), 이현배(청년), 박성준(청년)
- 사무총장: 임동순

### 2대 지도부 (대법원 선거유효 판결 복귀 이후)
임기: 2024년 3월~
- 대표: 서진희
- 최고위원: 이승한, 이진, 이내훈(지명직 최고위원)
- 사무총장: 김창환→노동곤
- 기획부총장: 권오성
- 디지털부총장: 김병석
- 수석대변인: 이내훈

## 역대 선거 기록

### 국회의원 선거
|  | 0% |

|  | 2.71% |

|  | 0% |

|  | 0% |

|  | 0.02% |

|  | 0% |

### 지방선거
|  | 0% |

|  | 0% |

|  | 0% |

|  | 0% |

## 같이 보기
- 민주통합의원모임
- 민주평화당
- 바른미래당
- 대안신당

### 일반 각주
1. ↑  “호남 중심 3당, '민생당'으로 통합.."중도개혁의 길"”.
2. ↑  https://news.chosun.com/site/data/html_dir/2020/02/28/2020022801314.html
3. ↑  https://www.jjan.kr/news/articleView.html?idxno=2077648
4. ↑  “민생당 “호남 돌풍으로 지지율 15%까지 견인””.
5. ↑  Joseph Yi and Wondong Lee (2020년 4월 22일). “After the 2020 Parliamentary Elections, What’s Next for South Korean Politics?”. 《The Diplomat》. The elections wiped out the center-right Party for People’s Livelihoods (PPL, Minsaengdang), formerly the minor party alternative for politicians who defected from the major rightist party (then called Saenuri) over former President Park Geun-hye’s impeachment.
6. 1 2  “민주통합당 vs 안철수 국민의당…여당의 호남 상대는 누구?”. 2020년 2월 16일. 2020년 2월 24일에 확인함.
7. ↑  “선관위, "호남신당 '민주통합당' 당명 사용불가" 유권해석”. 2020년 2월 18일. 2020년 2월 24일에 확인함.
8. ↑  “바른미래·대안·평화 24일 합당…손학규 포함 지도부 사퇴”. 2020년 2월 20일. 2020년 2월 24일에 확인함.
9. ↑  “‘호남계 주축’ 바른미래·대안신당·평화당 3당 합당…‘민생당’ 출범”. 2020년 2월 24일. 2020년 2월 24일에 확인함.
10. ↑  “‘민생당의 몰락’ 20석→0~4석 전망… 사실상 존폐 위기”. 2020년 4월 15일. 2020년 4월 15일에 확인함.
11. ↑  “민생당, 창당 두달만에 교섭단체서 원외정당으로…사실상 '소멸'”. 2020년 4월 16일. 2020년 4월 16일에 확인함.
12. ↑  김동호 (2020년 5월 10일). “'원외' 민생당 구인난에 비대위 구성 난망…"이달 출범 목표" | 연합뉴스”. 《연합뉴스》. 2025년 5월 1일에 확인함.
13. ↑  홍규빈 (2020년 5월 20일). “민생당 비대위원장에 이수봉…"당 체질 개선" | 연합뉴스”. 《연합뉴스》. 2025년 5월 1일에 확인함.
14. ↑  석대성 (2020년 5월 28일). “국회 떠나는 민생당 '존립위기'… 원외정당 한계로 재기 미지수”. 《신아일보》. 2025년 5월 1일에 확인함.
15. ↑  “≪주간현대≫ 특별인터뷰…민생당 비상대책위원회 출범 100일…이수봉 위원장”. 2025년 5월 1일에 확인함.
16. ↑  이광효 (2021년 9월 12일). “[단독] 민생당 당대표 선거 전면 무효선언, 서진희 당선자 비당원 판정 “등록 거부””. 《통일경제뉴스》. 2021년 11월 1일에 확인함.
17. ↑  엄재연 (2021년 9월 17일). “[단독] 민생당 대표 당선 무효? 선관위 “시·도당 소멸시 당원자격 상실””. 《매거진닷킴》. 2021년 11월 1일에 확인함.
18. ↑  http://www.tongildaily.com/news/articleView.html?idxno=36571
19. ↑  http://www.tongildaily.com/news/articleView.html?idxno=36666
20. ↑  https://www.nec.go.kr/site/nec/ex/bbs/View.do?cbIdx=1086&bcIdx=270549
21. ↑  [직무집행정지]

### 설명 각주
1. ↑  해당 발언은 유튜브 콘텐츠 「호밀밭의 우원재」(2024년 11월)에서 확인되었으며, 유료 콘텐츠이므로 검증에는 한계가 있음.